# Gigantocypris dracontovalis
Gigantocypris dracontovalis is een mosselkreeftjessoort uit de familie van de Cypridinidae. De wetenschappelijke naam van de soort is voor het eerst geldig gepubliceerd in 1940 door Cannon.